# Julius Rabe (jurist)
Claes Julius Rabe, född den 12 september 1821 i Gärdhems socken, Älvsborgs län, död den 3 mars 1886 i Stockholm, var en svensk jurist.
Rabe blev student vid Uppsala universitet 1838 och avlade juris utriusque kandidatexamen där 1846. Han blev extra ordinarie kanslist i Ecklesiastikdepartementet 1842, auskultant i Svea hovrätt 1846, extra ordinarie notarie där samma år, vice häradshövding 1848, vice notarie i hovrätten 1849, extra ordinarie fiskal där samma år, adjungerad ledamot första gången 1851, ordinarie fiskal 1853 och assessor 1855. Efter att ha varit tillförordnad revisionssekreterare blev Rabe ordinarie revisionssekreterare  1859 och tillförordnad byråchef i Justitiestatsexpeditionen 1860. Han var justitieråd från 1863 till sin död. Rabe promoverades till juris doktor i Uppsala 1877. Han blev riddare av Nordstjärneorden 1862, kommendör (av första klassen) av samma orden 1870 och kommendör med stora korset 1878.
Julius Rabe var son till häradshövdingen Lars Reinhold Rabe och hans andra hustru Maria Anna Gordon Ahlberg. Han var halvbror till Gustaf Rabe och helbror till Alida Rabe. Julius Rabe gifte sig 1857 med Clara Maria Johanna Lovén, dotter till grosshandlaren i Stockholm Pehr Magnus Lovén och Amalia Regina Ekström samt syster till John Lovén. De blev föräldrar till Pehr och Gustaf Rabe.